# Glencoe, Kentucky
Glencoe är en ort i Gallatin County, Kentucky, USA. År 2000 hade orten 251 invånare. Den har enligt United States Census Bureau en area på 0,7 km², allt är land.